# Дуисов, Джумабек
Джумабек Дуисов (қаз. Жұмабек Дүйісов) — советский хозяйственный, государственный и политический деятель, Герой Социалистического Труда.

## Биография
Родился в 1902 году в ауле № 11 Челкарской волости. Член КПСС с 1926 года.
С 1917 года — на хозяйственной, общественной и политической работе. В 1917—1956 гг. — скотовод, секретарь аулсовета № 1 Челкарского уезда, председатель Чулак-Жидинского волкома бедноты «Кошчи» Челкарского уезда, секретарь аулсовета № 11 Челкарского района, младший кондуктор службы движения ст. Челкар, приёмщик Челкарской районной конторы «Заготскот», курсант, инструктор Челкарской районной конторы «Союзшерсть», заведующий Темирской районной конторы «Союзшерсть», председатель Темирского райпотребсоюза, заместитель заведующего Актюбинской областной заготконторы «Союзшерсть», инструктор сельхозотдела Актюбинского обкома КПК, 2-й секретарь Темирского РК КПК, 1-й секретарь Карабутакского РК КПК, председатель Хобдинского райисполкома, участник Великой Отечественной войны, заместитель командира 2-го батальона по политчасти 203-го гвардейского стрелкового полка 70-й гвардейской стрелковой дивизии 17 гвардейского стрелкового корпуса 13-й Армии Воронежского, 1-го Украинского фронтов, председатель Иргизского райисполкома, 1-й секретарь Байганинского райкома КПК Актюбинской области.
Указом Президиума Верховного Совета СССР от 23 июля 1948 года присвоено звание Героя Социалистического Труда с вручением ордена Ленина и золотой медали «Серп и Молот».
Избирался депутатом Верховного Совета Казахской ССР 2-го и 3-го созывов.
Умер до 1985 года.